# Klaus Liesen
Klaus Liesen (* 15. April 1931 in Köln; † 30. März 2017 in Essen) war ein deutscher Manager.

## Leben
Klaus Liesen studierte Rechtswissenschaften und besuchte zudem Vorlesungen in Volks- und Betriebswirtschaftslehre. Im Wintersemester 1951/52 kandidierte er für den AStA der Uni Göttingen und wurde zu dessen 2. Vorsitzenden gewählt. Nach beiden juristischen Staatsprüfungen wurde Liesen 1957 zum Dr. jur. promoviert. Nach beruflichem Start bei Unilever war er drei Jahre lang im Bonner Bundeswirtschaftsministerium tätig. 1963 wechselte er zur Ruhrgas AG und war Vorstandsassistent, Leiter der Rechtsabteilung, Leiter Gaseinkauf und -transport und Leiter des Verkaufs. 1976 löste er Herbert Schelberger als Vorstandsvorsitzenden der Ruhrgas AG ab. Mit den beherrschenden Konzernen im Eigentümerkreis der Bergemann KG, der monopolartigen Stellung in der Ferngastechnik und im Gashandel der Bundesrepublik und den finanzwirtschaftlichen und energiepolitischen Verflechtungen, in die die Ruhrgas AG eingebunden war, gehörte das Unternehmen bis Ende der 1990er Jahre zu den wichtigen Playern der sogenannten Deutschland AG. Im Juni 1996 schied Liesen nach 20 Jahren als Vorsitzender aus dem Vorstand der Ruhrgas AG aus und Friedrich Späth wurde neuer Vorstandsvorsitzender. Liesen übernahm danach von Dieter Spethmann den Vorsitz im Aufsichtsrat der Ruhrgas AG.
Bereits seit 1991 war er der VEBA als Aufsichtsratsmitglied verbunden. Als Aufsichtsratsvorsitzender der neugegründeten E.ON prägte er das Unternehmen von 2000 bis 2003 und begleitete den Zusammenschluss mit der Ruhrgas AG. 2008 schied er im Aufsichtsrat der E.ON aus.
Er war Ehrenvorsitzender des Aufsichtsrats der Ruhrgas AG (seit 2003) und der Volkswagen AG (seit 2006). Vom Manager-Magazin wurde er 2002 als eine der zehn mächtigsten „Grauen Eminenzen“ innerhalb der 50 Mächtigsten der Deutschland AG eingestuft.
2003 gab Liesen nach sieben Amtsjahren turnusgemäß den Vorsitz des Aufsichtsrates der Allianz AG, dem Liesen seit 1983 angehört hatte, an Henning Schulte-Noelle weiter. Den ab 1987 ausgeübten Aufsichtsratsvorsitz des Volkswagen-Konzerns hatte Liesen mit dessen Wechsel vom Vorstandsvorsitz in den Aufsichtsrat 2002 an Ferdinand Piëch abgetreten. Ins Licht der breiteren Öffentlichkeit geriet Liesen mit der sogenannten Lopez-Affäre: maßgeblich dank Liesens geschickter Vermittlung konnte die Kontroverse zwischen General Motors und Volkswagen friedlich beigelegt werden. 2006 zog Liesen sich auch aus dem Aufsichtsrat der TUI AG zurück, in dessen Präsidium er die Wandlung des Mischkonzerns Preussag zum weltweit größten Touristikkonzern begleitet hatte.
Liesen war aktiv in verschiedenen Stiftungsräten und Kuratorien, u. a. der Stiftung Wissenschaft und Politik, der Alfred und Cläre Pott-Stiftung (Geschäftsführender Vorstand seit 1980) im Stifterverband für die Deutsche Wissenschaft (Vorstandsmitglied seit 1978; Vorsitzender des Vorstandes 1980 bis 1993), der Fritz Thyssen Stiftung (Kuratoriumsmitglied 1988 bis 2003; Vorsitzender seit 1999), der Robert Bosch Stiftung, Museum Folkwang (Verwaltungsrat des Folkwang-Museumsvereins) und weiteren Gremien. Seit 1952 war er Mitglied des Corps Brunsviga Göttingen.

## Ehrungen und Auszeichnungen
- Großes Verdienstkreuz (1985) mit Stern (1993) der Bundesrepublik Deutschland
- Ehrendoktorwürde der Wirtschafts- und Sozialwissenschaften
- Bayerischer Verdienstorden
- Niedersächsische Landesmedaille[6] 1992
- Verdienstorden des Landes Nordrhein-Westfalen 2001
- Kommandeur des Königlich Norwegischen Verdienstordens
- Kommandeur des niederländischen Ordens von Oranien-Nassau
- norwegisch-deutscher Willy-Brandt-Preis[7] 2001
- Ehrenmitglied des Stifterverbandes
- Richard-Merton-Ehrennadel